# Sticherus pallescens
Sticherus pallescens är en ormbunkeart som först beskrevs av Georg Heinrich Mettenius och som fick sitt nu gällande namn av Volkmar Vareschi.
Sticherus pallescens ingår i släktet Sticherus och familjen Gleicheniaceae. Inga underarter finns listade i Catalogue of Life.